# Alicia Brown
Alicia Brown, född 21 januari 1990, är en friidrottare från Kanada. Hon deltog vid olympiska sommarspelen 2016 och olympiska sommarspelen 2020.